# 今西隆志
今西 隆志（いまにし たかし、1957年11月23日 - ）はアニメ監督、演出家、プロデューサー。大阪府出身。日本大学芸術学部卒。

## 経歴
『装甲騎兵ボトムズ』の制作進行、『機甲界ガリアン』の設定制作などを経て、OVA『装甲騎兵ボトムズ ザ・ラストレッドショルダー』で演出助手、OVA『装甲騎兵ボトムズ レッドショルダードキュメント 野望のルーツ』で演出を担当。元 サンライズデジタル制作部部長。戦国武将と同姓同名の大熊 朝秀（おおくま ともひで）というペンネームを用いることがある。
夫人は富野由悠季監督作品などで色彩設定を担当した今西清子（旧姓・高島）。

## 監督作品

### 映画
- 機動戦士SDガンダム SD戦国伝 天下泰平編
- 機動戦士ガンダム0083 ジオンの残光
- ミルキィパッション 道玄坂・愛の城
- ハーメルンのバイオリン弾き

### OVA
- GUNDAM EVOLVE（第3話・第4話）
- 機動戦士ガンダム MS IGLOO（プロデューサーを兼務）
- 機動戦士ガンダム MSイグルー 2 重力戦線（プロデューサーを兼務）
- 機動戦士ガンダム0083 STARDUST MEMORY（第2話以降、第2話 - 第7話は加瀬充子と協同）
- カプリコン
- ザ・コクピット（第2話「音速雷撃隊」）
- 装甲騎兵ボトムズ 赫奕たる異端（総監督：高橋良輔）
- アフロ犬
- 機動戦士ガンダム THE ORIGIN（総監督：安彦良和）

## 演出・絵コンテ
自身が監督した作品については本項では省く。

### 映画
- ファイブスター物語
- シティーハンター ベイシティウォーズ

### テレビ
- 蒼き流星SPTレイズナー
- 機動戦士ガンダムΖΖ
- 疾風!アイアンリーガー
- シティーハンターシリーズ
  - シティーハンター
  - シティーハンター2
  - シティーハンター3
- 闇夜の時代劇
- 双星の陰陽師
- 恐竜メカード（ストーリーボード、Imanishi Takashi名義（韓国）[6]）

### OVA
- 装甲騎兵ボトムズ総集編OVA サンサ、クエント（オープニング・アニメショーン演出。絵コンテ・原画・作画監督： 谷口守泰）
- 機甲猟兵メロウリンク
- 装甲騎兵ボトムズ ザ・レッドショルダー（演出助手。演出： 加瀬充子）
- 装甲騎兵ボトムズ レッドショルダードキュメント 野望のルーツ

## 脚本
※を付した作品以外は「大熊朝秀」名義。

### テレビ
- 闇夜の時代劇（『老ノ坂』）※

### 映画
- 機動戦士SDガンダム SD戦国伝 天下泰平編
- ミルキィパッション 道玄坂・愛の城

### OVA
- 機動戦士ガンダム MS IGLOO
- 機動戦士ガンダム0083 STARDUST MEMORY
- カプリコン
- 機動戦士ガンダム MSイグルー 2 重力戦線

### ドラマCD
- 機動戦士ガンダム0083 STARDUST MEMORY
  - ルンガ沖砲撃戦
  - 宇宙の蜉蝣
- G-SAVIOUR
  - ビフォー・ザ・ミッション

## 作詞
いずれも大熊朝秀名義。
- 装甲騎兵ボトムズ 赫奕たる異端
  - オープニングテーマ「風が知っている」
  - エンディングテーマ「夢の鍵」

## CGプロデューサー
- クラッシュギアNitro
- 激闘!クラッシュギアTURBO
- 古代王者 恐竜キング Dキッズ・アドベンチャー
- 出撃!マシンロボレスキュー
- リーンの翼
- ゼーガペイン
- 宇宙戦艦ヤマト2199